# Trolls 2: Världsturnén
Trolls 2: Världsturnén (engelska: Trolls World Tour) är en amerikansk datoranimerad musik-komedi från 2020. Filmen är producerad av DreamWorks Animation, och är en uppföljare till Trolls från 2016. Filmen är regisserad av Walt Dohrn och David P. Smith.
Filmens svenska biopremiär är planerad till 2 oktober 2020.

## Handling
I denna film ger sig Poppy och Kvist ut på ett äventyr som kommer att ta dem till ställen som de inte tidigare kände till existerade. De får vetskap om att de tillhör ett av sex olika trollfolk som är spridda i sex olika länder. Musiksmakerna i respektive land domineras av en musikstil.   

## Medverkande i originalversionen (urval)
- Anna Kendrick - Poppy
- Justin Timberlake – Branch/Kvist
- James Corden - Biggie
- Ozzy Osbourne - King Thrash
- Rachel Bloom - Queen Barb
- Anderson Paak - Prince D
- George Clinton - King Quincy
- Mary J. Blige - Queen Essence
- Kelly Clarkson - Delta Dawn
- Sam Rockwell - Hickory
- Ron Funches - Cooper